# Svinianka (potok)
Svinianka – potok w północno-zachodniej Słowacji, lewy dopływ rzeki Rajčanka. Cały tok na terenie powiatu żylińskiego.
Wypływa na wysokości ok. 530 m n.p.m. u wschodnich podnóży szczytu Kečka (822 m) w Sulowskich Skałach, po wschodniej stronie zabudowanego obszaru Babkova (dawniej była to odrębna wieś, obecnie jest częścią wsi Lietavská Svinná – Babkov). Początkowo płynie przez Babkov w kierunku północno-wschodnim, by tuż po przyjęciu lewego dopływu (Babkovský potok) zmienić kierunek na południowy. Dokonuje przełomu przez porośnięty lasem boczny grzbiet Sulowskich Skał, następnie płynie w kierunku wschodnim (z odchyleniem na północ) przez bezleśne i zabudowane obszary wsi Lietavská Svinná. Wpływa na teren wsi Porúbka, przepływa pod linią kolejową Żylina – Rajec i drogą nr 517 z Rajca do Powaskiej Bystrzycy i uchodzi do Rajčanki na wysokości 370 m
.
Svinianka ma długość 9,3 km i kilka dopływów, największym jest lewobrzeżny Babkovský potok. Jej zlewnia znajduje się na obszarze Sulowskich Skał i Kotliny Żylińskiej.